# Le Dernier Rêve de Cléopâtre
Le dernier rêve de Cléopâtre est un roman de Christian Jacq, publié en 2012.

## Résumé
En 49 av. J.-C. à 20 ans, Cléopâtre est évincée par son frère (13 ans) et mari, Ptolémée XIII, co-souverain, manipulé par Photin, eunuque. Celui-ci demande à Achillas, chef des armées, de la tuer, mais elle a fui Alexandrie. En 48 av. J.-C., César (51 ans) bat Pompée en Grèce. Cléopâtre lève une armée. Photin l'apprend et l'attend. Pompée rejoint Ptolémée. César le suit, découvre son corps, damne Ptolémée et s'installe. Cléopâtre va le voir. Il la réconcilie avec Ptolémée et s'en éprend. Ptolémée découvre qu'il pille les trésors des temples et veut l'écraser. César est averti et le capture. Achillas attaque. César brûle le port et le centre ville. Arsinoé, cadette de Cléopâtre, se proclame reine, tue Achillas, reconstruit des bateaux. Des renforts de César arrivent et battent Arsinoé. César libère Ptolémée en 47 av. J.-C., lui fait jurer la paix, mais il réattaque et meurt. Les Alexandrins livrent Arsinoé et reconnaissent Cléopâtre qui épouse son deuxième frère, Ptolémée XIV. César repart. Elle a Césarion.

## Thèmes du roman
L'éditeur met en avant l'histoire d'amour entre Jules César et Cléopâtre, de même que le thème de la magie et du surnaturel présent dans le roman, l'auteur indiquant que Cléopâtre consulte des ouvrages de « magie égyptienne » dans la Bibliothèque d'Alexandrie.

## Historique
Dans un entretien en 2009, Christian Jacq indique ne pas être passionné par Cléopâtre, mais que ses éditeurs lui ont souvent demandé d'écrire à ce sujet ; il estimait à l'époque que tout a été dit à son sujet.